# Sonchus araraticus
Sonchus araraticus là một loài thực vật có hoa trong họ Cúc. Loài này được Nazarova & Barsegyan miêu tả khoa học đầu tiên năm 1983.